# Mészáros Béla (színművész)
Mészáros Béla (Budapest, 1979. augusztus 29. –) magyar színész.

## Pályája
1999-ben az Új Színház stúdiója elvégzése után felvételt nyert a Színház- és Filmművészeti Egyetemre Horvai István és Máté Gábor osztályába. Gyakorlatát a Katona József Színházban töltötte, majd 2003-ban, a diploma megszerzése után itt is kapott szerződést. Jelenleg is a társulat tagja. Egykori osztálytársaival megalapította az AlkalMáté Trupp nevű csoportot. Minden évben kisorsolnak egy személyt, akinek a Zsámbéki Színházi Bázison színre viszik az életét.

### Magánélete
Felesége Sipos Vera színésznő volt, elváltak. 2020-tól párja Szakács Hajnalka színésznő, 2023-ban megszületett első gyermekük.

## Szerepei
A Színházi adattárban regisztrált bemutatóinak száma: 73..

### Egyetemi hallgatóként
- Esterházy: Egy nő (hét nő, kilenc férfi) - Szentendrei Teátrum
- Schnitzler: Távoli vidék (Rosenstock) - Katona József Színház
- Thomas: A mi erdőnk alján - Madách Kamara
- Shakespeare: Szentivánéji álom (Zuboly) - MűvészetMalom, Szentendre
- Hamvai: Pokol (Pizzafutár) - Játékszín
- Bodó: Attack (Kórus) - Kamra
- Masteroff- Kander- Ebb: Kabaré (Clifford Bradshaw) - Ódry Színpad
- Dosztojevszkij: Az idióta (Ippolit) - Katona József Színház
- Csehov: Slussz (Platonov) - Ódry Színpad
- Kleist: A bosszú (A Schroffenstein-család) (Johann, Rupert törvénytelen fia) - Katona József Színház
- Goldoni: Leskelődők (Pantalone de'Bisognosi) - Katona József Színház
- Schimmelpfennig: Push up 1-3 (Robert)

### Katona József Színház
- Vinnai- Bodó: Motel
- Spiró: Koccanás (Srác)
- Csehov: Ivanov (3. vendég)
- Molière: Tartuffe (Damis)
- Weöres- Sáry: Remek hang a futkosásban
- Brecht: Puntila úr és szolgája, Matti (A lódoktor)
- Vinnai- Bodó: Ledarálnakeltűntem
- Zelenka: Hétköznapi őrületek
- Shakespeare: Troilus és Cressida (Paris, Priamus fia)
- Kukorelly: Élnek még ezek (Zoli)
- Térey- Papp: Kazamaták
- Bernhard: Pisztrángötös (Állatidomár)
- Szophoklész: Trakhiszi nők (Trakhiszi nők kara)
- Mi ez a hang? (Dzsesztetés)
- Az emberek veszedelmes közelségben - Notóriusok I.
- Vvegyenszkij: Ivanovék karácsonya
- "A rendőrfőnök jó fiú" - Notóriusok II.
- Shakespeare: Macbeth (Banquo)
- Bond: Szék (Billy)
- Lány, kertben (Rokon)
- Hamsun- Forgách: Éhség
- Andrejev: Kutyakeringő (Henrik Tiele, bankár)
- Calderón: Az élet álom (Clarin)
- Marivaux: A szerelem diadala (Agisz, Kleomenész fia)
- Schimmelpfennig: Golden Dragon
- Molière: A mizantróp (Baszk, Celimène inasa)
- Flaubert- Forgách: Dilettánsok (Plébános; Rendőrfőnök)
- Bessenyei: A filozófus (Lidás, Párménió szolgája)-2011
- A Gondnokság (színházi sitcom)
- Darvasi: Bajor Gizi- Az utolsó tíz év - Kamra 2011
- Krausser: Bőrpofa - a VRRRRRÜMM láncfűrésszel (Férfi) - Kamra 2012
- Bodó- Róbert: Anamnesis
- Bernhard: Heldenplatz (Lukas, az elhunyt fia)- Kamra 2012
- Kerékgyártó- Radnai: Rükverc (Gazdag és egyéb szerepekben) - Kamra 2013
- Elmentek - Notóriusok 30.2 - Kamra 2013
- [Brestyánszki B.R.] : Vörös - Kamra 2013
- [Rubin Szilárd] : Ahol a farkas is jó - Kamra 2014
- [Peter Weiss] : M/S (Jacques Roux) - Kamra 2014
- [Vlagyimir Szorokin] : Cukor Kreml - Kamra 2015
- [Sarkadi Imre] : Oszlopos Simeon:                   (Jób)- Kamra 2015
- [Simon Stephens] : Harper Regan (Mickey) - Kamra 2015
- [Ivan Viripajev] : Részegek (Max) - Kamra 2015
- Ferdinand von Schirach : Terror (Biegler, védő) - Kamra 2016
- [Günter Grass] : BÁDOGDOB - Kamra 2016
- [Bertolt Brecht, Paul Dessau] : A kaukázusi krétakör - Kamra 2017
- [Az előadás szövegkönyvét írta: Garai Judit] : Jeanne D'arc - Kamra 2018
- [Tar Sándor regényét színpadra alkalmazta: Németh Gábor és Gothár Péter] : Szürke Galamb - Kamra 2019
- [Nick Payne] : Hát, ha van is, én még nem találtam meg (Terry) - Kamra 2020
- [Térey János regénye alapján

Írta: Dömötör András és Bíró Bence] : Káli Holtak - Kamra 2021
- [Aiszkhülosz, Euripidész, Szophoklész művei alapján írta Varga Zsófia és Tarnóczi Jakab] : Isten, haza, család - Kamra 2021
- [Spiró György] : Főtitkárok (Farkas Mihály) - Kamra 2022
- Stanisław Ignacy Witkiewicz : Vízityúk (Az Apa, Wojciech Walpor) - Kamra 2023

### AlkalMáté Trupp
- Lőkös: Migrénes csirke
- Dévényi: Belemenekülők
- Járó Zsuzsa
- Szan(d)tner Anna
- Kovács Patrícia
- Baróthy (Máthé Zsolt)
- Mészáros Máté
- Péter Kata

### TÁP Színház
- Minden Rossz Varieté
- TÁP Varieté
- Bona
- Clübb bizárr örfeüm
- Molnár: Keresők
- Színészverseny
- TÁP TRAVI VARI

### Egyéb helyszín
- Shakespeare: Ahogy tetszik (Silvius - I. udvaronc) - Keszthelyi Szabadtéri Színház
- Smoček: Dr. Burke különös délutánja (Tichý kollégája) - Petőfi Irodalmi Múzeum
- Balassi: Szép magyar komédia (Credulus) - Terényi Színházi Napok
- Tasnádi - Várady - Dömötör: Kihagyhatatlan - Örkény István Színház

## Filmek, sorozatok
- Csocsó, avagy éljen május elseje! (2001)
- Jött egy busz (2003)
- Randevú (2006)
- Overnight (2007)
- Koaccanás (2009)
- Poligamy (2009)
- Halálkeringő (2010)
- Hangyatérkép (2011)
- Fla5h (2011)
- Hacktion (2011–2012)
- Nejem, nőm, csajom (2012)
- Isteni műszak (2013)
- Swing (2014)
- Munkaügyek (2014)
- Aranyélet (2015)
- Fapad (2015)
- Ebéd előtt (rövidfilm) (2016)
- Csak színház és más semmi (2017–2019)
- Egy szerelem gasztronómiája (2017)
- BÚÉK! (2018)
- Mintaapák (2019–2021)
- Seveled (2019)
- Pesti balhé (2020)
- Ida regénye (2022)
- A mi kis falunk (2024, 2025)
- Borotvaélen táncolva (2024)
- A renitens (2024–)

## Díjai, elismerései
- Máthé Erzsi-díj (2010)
- Vastaps-díj – Legjobb férfi főszereplő  - Kutyakeringő; A szerelem diadala (2010)
- Vastaps Alapítvány Díj: Legjobb férfi főszereplő - Bihari (2016)
- Vastaps Művészeti Díj: Legjobb férfi főszereplő - Berlin, Alexanderplatz (2018)
- POSZT – SzíDoSz Básti Lajos-díj –Rozsdatemető 2.0/ Jeanne d'Arc (2019)
- Arany Medál díj (2021)[6]
- Színikritikusok Díja – A legjobb férfi mellékszereplő (2022)